# ريتشارد دونكان
ريتشارد دونكان (بالإنجليزية: Richard Duncan) هو منافس ألعاب قوى أمريكي، ولد في 25 ديسمبر 1973 في تورونتو في كندا.

## وصلات خارجية
- ريتشارد دونكان على موقع الاتحاد الدولي لألعاب القوى (الإنجليزية)
- ريتشارد دونكان على موقع الاتحاد الكندي لألعاب القوى (الإنجليزية)
- ريتشارد دونكان على موقع اللجنة الأولمبية الدولية (الإنجليزية)
- ريتشارد دونكان على موقع أوليمبيديا (الإنجليزية)
- ريتشارد دونكان على موقع اللجنة الأولمبية الكندية (الإنجليزية)
- ريتشارد دونكان على موقع اتحاد ألعاب الكومنولث (مؤرشف) (الإنجليزية)